# TL;DR
TL;DR (скорочення англ. too long; didn't read) — акронім, що позначає, що деякий текст буде проігноровано, або для позначення того, що далі буде наведено короткий виклад будь-якого тексту або повідомлення.
Ця абревіатура вживається у відповідь на текст, автор якого не зміг коротко викласти свої думки, а у читача недостатньо часу для читання або текст йому нецікавий. Також може бути ситуація, коли адресат отримав лише частину повідомлення через його занадто великий розмір, але відповідь необхідно надіслати негайно. В такому випадку можна відповісти TL;DR, додавши відповідь на першу частину повідомлення, тим самим вказуючи на те, що іншу частину повідомлення буде проігноровано.
Скорочення з'явилося як мінімум в 2003 році, а в 2013 році було додано в словник Oxford Dictionaries Online.